# 印度-澳洲板塊

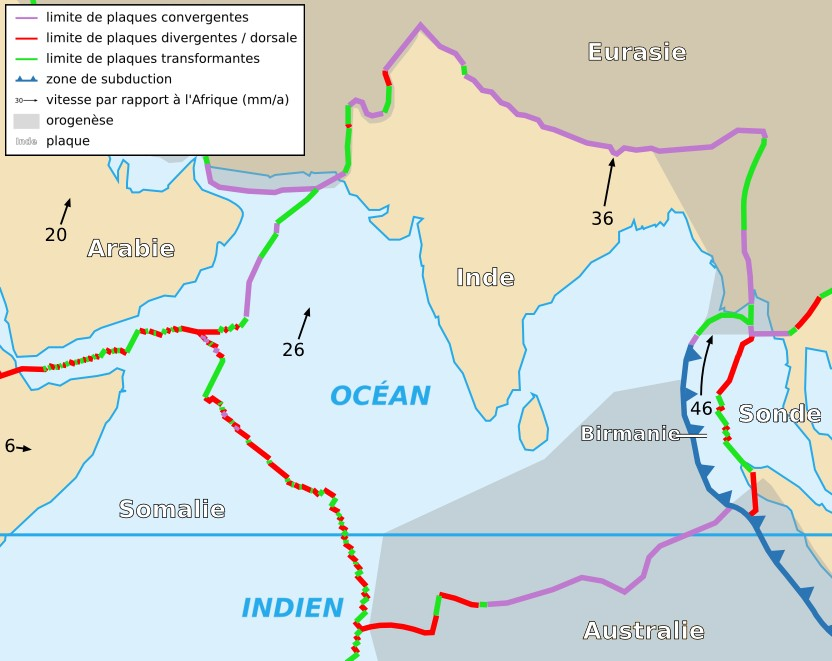
印度板塊。

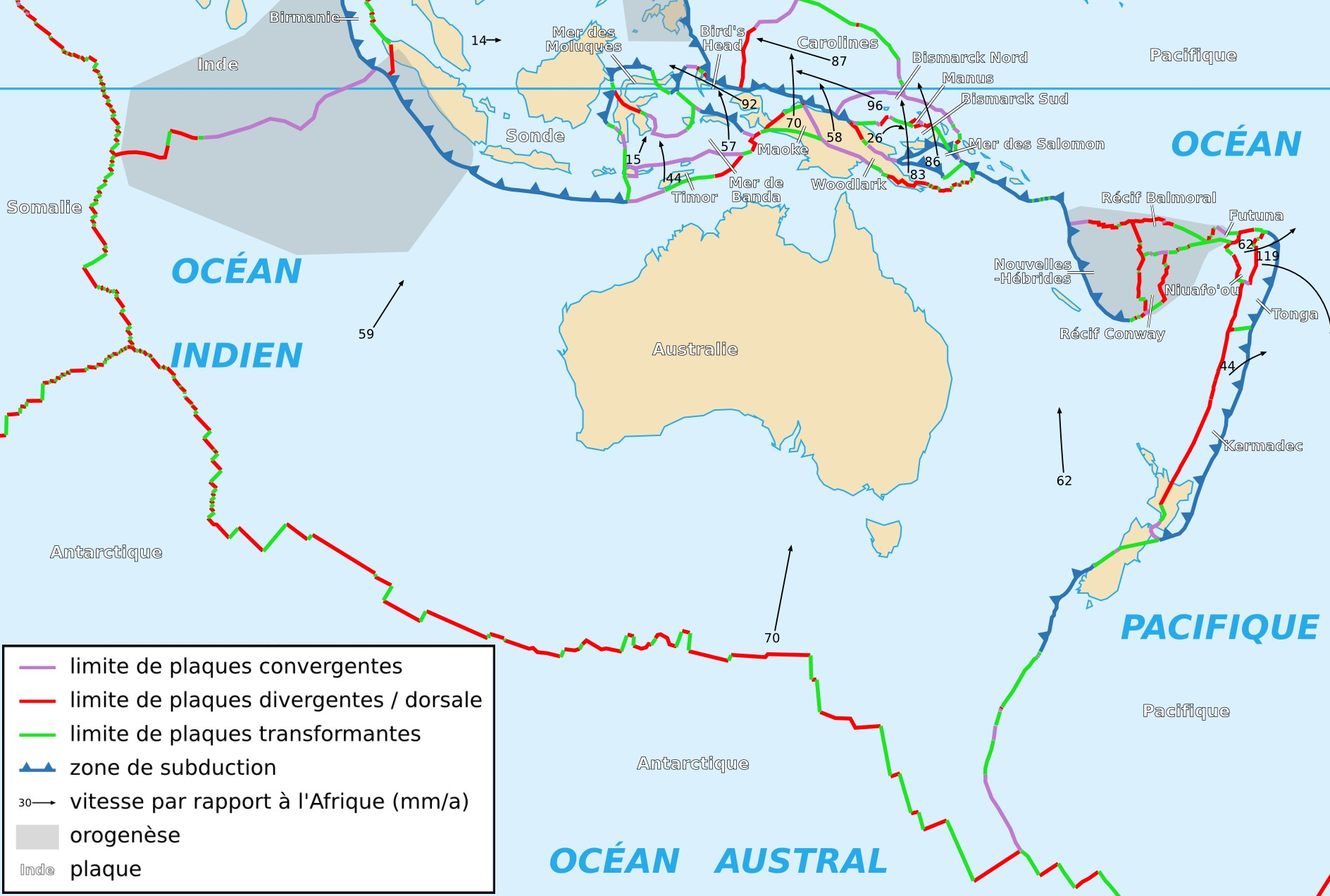
澳大利亞板塊。

印度-澳洲板塊（英語：Indo-Australian Plate，或印澳板塊）是兩塊板塊的合稱，其中包含了澳洲大陸及周圍海域，並向西北延伸，涵蓋印度次大陸與附近水域。此板塊可分成較大的澳洲板塊與較小的印度板塊，兩者之間為一道低度活動邊界。兩個板塊在5千5百萬到5千萬年前融合在一起，在此以前兩者為分離狀態。
於澳洲西南部群地層南緣的伊爾幹克拉通（克拉通是大陸內部古老且穩定的陸塊）所做的鋯石定年分析顯示，大約在1696±7百萬年前，皮爾巴拉-伊爾幹（Pilbara-Yilgarn）與伊爾幹-高勒（Yilgarn-Gawler）兩個克拉通發生碰撞，聚集成為原始的澳洲大陸。
印度、澳洲大陸（包括澳大利亞、新幾內亞、塔斯馬尼亞、紐西蘭與新喀里多尼亞）原來皆是岡瓦那大陸的一部分，後來海底擴張使這些陸地分隔，但由於分隔邊界逐漸失去活動性，因此這些陸地可視為融合成單一板塊。於澳洲所做的全球定位系统的計算確認板塊的移動方向為北35度東，速度為每年67公厘。